# Campos Gerais
Campos Gerais is een gemeente in de Braziliaanse deelstaat Minas Gerais. De gemeente telt 27.964 inwoners (schatting 2009).

## Aangrenzende gemeenten
De gemeente grenst aan Alfenas, Boa Esperança, Campo do Meio, Fama, Paraguaçu, Santana da Vargem en Três Pontas.

## Geboren in Campos Gerais
- João Ramos do Nascimento, "Dondinho" (1917-1996), voetballer en vader van Pelé